# Vicente de Cadenas y Vicent

Escut de Vicente de Cadenas y Vicent.

Vicente de Cadenas y Vicent (Madrid, 29 d'abril de 1915, 21 de desembre de 2005) va ser l'últim Cronista Rei d'Armes del Regne d'Espanya.

## Biografia
Fill de Francisco de Cadenas y Gaztañaga i de Vicenta Vicent y Nogues. A partir de 1932 va estudiar història i periodisme a la Universidad de Madrid. Va combinar les feines de cronista d'armes i de periodista. Va ser condecorat amb diverses ordres d'importancia. Durant bastant temps va ser el secretari de la Diputación de la Orden de Constantino.
L'any 1953 va fundar la revista Hidalguía, amb l'objectiu particular d'impugnar genealogies falsejades, títols fals i ordes de cavalleria d'origen dubtós. El mateix any també va fundar l'Instituto Internacional de Genealogía y Heráldica. L'any 1954 va fundar el Instituto Salazar y Castro així com l'Asociación de Hidalgos a Fuero de España, per tal d'obtenir el reconeixement de la noblesa no titulada. Als anys posteriors, va fundar el Colegio Mayor Marqués de la Ensenada, el Santo Casasolar Duque de Gandia, i la Casaquinta Vita Natural Durante, cadascun depenent de l'Asociación de Hidalgos.
Va organitzar dos Congressos Internacionals de Genealogia i Heràldica a Madrid els anys 1955 i 1982. L'any 2003 va ingressar com a membre a la Comissió Internacional per a Ordes de Cavalleria (International Commission for Orders of Chivalry). L'any 1959 va fundar la primera escola de genealogia del món. L'any 1993 va col·laborar amb la fundació de l'Istituto Araldico Genealogico Italiano.

## Títols
Va rebre el títol de Cavaller de l'Orde de Sant Genar i la Gran Creu de l'Ordre d'Isabel la Catòlica.

## Obres
Va publicar un gran nombre de llibres i articles, principalment sobre historia, tot i que també de genealogia, heràldica, ordes de cavalleria i diplomàtica.
- Diccionario Heráldico: Términos, piezas y figuras usadas en la ciencia del blasón.
- Fundamentos de Heráldica: (ciencia del blasón). (1975) Madrid.
- Repertorio De Blasones De La Comunidad Hispánica. (1964) Madrid.